# نقولا قربان
نقولا سليم قربان (1928 - 2003) شاعر لبناني. ولد في جديدة مرجعيون ونشأ وتعلم بها أولًا ثم في دير المخلص. عيّن معلمًا في بلدته، وبعد أن حصل على الإجازة في اللغة، عمل مدرّسًا في بيروت. دخل الصحافة فأشرف على عدة الصحف وكتب في «ملحق النهار» و«ألف ليلة وليلة» و«الحوادث» و«الآداب». له دواوين شعرية، مخطوطة ومطبوعة.

## سيرته
ولد نقولا سليم قربان سنة 1928 في جديدة مرجعيون لأب يعمل في البناء. تلقى دروسه الابتدائية في مدرستها ثم انتقل إلى دير المخلص وتعلم فيه أربعة أعوام. وبعدها عيّن معلمًا في وزارة التربية في مسقط رأسه، ثم درّس عصاميًا ونال الثانوية، فدخل دار المعلمين العالية، وحاز شهادة إجازة اللغة الفرنسية وآدابها.

عمل مدرّسًا في بيروت، ودخل الصحافة.

توفي قربان سنة 2003.

## مهنته الأدبية
في الصحافة، أشرف على مجلّة «الرسالة الأدبية» وحرر مجلّة «الجندي اللبناني»، وكتب لـ«ملحق النهار» و«ألف ليلة وليلة» و«الحوادث» و«الآداب» البيروتية. اشتهر بعدة كتاباته نقرية خصوصا في مجلة « لرسالة » اللبنانية. واشتهر طريقة خاصة في كتابة الشعر يتبع فيها مبدأ «تدنيس الكلمة» على حد قوله.

يعتبر من رواد قصيدة النثر العربية في لبنان، ومن جيله ظهر أدفيك شيبوب وفؤاد حداد وأنسي الحاج. وذكره أنسي الحاج في مقابلة بتاريخ 1988 وقال «وإذ أتذكر الآن فترة كتاباتي الأولى أتذكر أن كثيرين غيري كتبوا نصوصا مماثلة لما نطلق عليه الآن قصيدة نثر ويحضرني الآن اسم أحد أولئك وهو نقولا قربان الذي لا يكبرني إلا بقليل، فقد كان قربان من بين عديدين كتبوا مثل هذه النصوص ولم يفكروا إلى أي نوع أدبي تنتمي كتاباتهم. » وتأثر منه إلياس لحود في شعره.

جاء في مقدمة ديوانه «نسيان» «ولا تحسبن أنَّ نيسان نوع من الترف الفكري، ومن أدب الموائد المهترئة، وأدب المستنقعات. بالعكس أن هذا الكتاب ليعرضَن بين يديك مشكلة الإخلاص الذاتيّ، والصدق الفنّي:فإنكَ إذا أحببتَ وردةً وأحببتها بصدق، وإذا أحببتَ فسطانًا وأحببته بصدق، وإذا أحببتَ عصًا أو كتابًا أو امراة وأحببتها بصدق، لتجدَن في نيسان صدى لروحك، وصورة لحبك، ومعنى من معاني ذاتك الخالدة العظيمة. وإنني إذا علمتُ أنكَ تستطيع حبَّ شوكة أو وردةٍ بصدق، لمتأكد بأنك تستطيع حبّ فضائل العقل والقلب، وحبّ أي وجه من وجوه الصراع والتضحية.»

ذكر في معجم البابطين عنه «شاعر وجداني، له طرح شعري مختلف، فما كتبه يعد سبرًا للمعاني المطروحة في هذا الكون فما بين رومانسية المهجريين، ووجدان جماعة أبولو، وشعرية الحداثيين تتولد رؤاه، وتتضح سمات عوالمه المكتنزة بالعطاء. يراوده حلم العودة إلى البساطة وعفوية الحياة. المرأة لديه قدس من الأقداس يحلو فيه التبتل، وتستعذب الصلاة.. الصورة لديه ألوان وظلال وحركة وحواس متراسلة... يغريه عنفوان الحياة، وينتشي باكتمال اللذة. كتب الشعر ملتزمًا الوزن وتنوع القافية، كما كتبه منثورًا. لغته ثرية، وخياله جموح.» 

## مؤلفاته
له تمثيلات شعرية مخطوطة. من دواوينه الشعرية مطبوعة:
- «نيسان»، 1955
- «سلّة شعر»، 1957
- «نشيد الرخام»، 1964

## وصلات خارجية
- في موقع الأرشيف المجلات